# 레닌을 위한 세 개의 노래들
《레닌을 위한 세 개의 노래들》(Три песни о Ленине)은 지가 베르토프의 1934년 무성영화이다. 소비에트 연방의 사람들이 레닌에게 바치는 세곡의 노래를 축으로 만들어졌다. 총 57분이다.
1969년 레닌 100주년을 맞아 엘리자베타 스빌로바, 일랴 코팔린, 세라피마 스빌로바가 이 영화를 재편집했다.